# Luberadz
Luberadz (prononciation : [luˈbɛrat͡s]) est un village polonais de la gmina d'Ojrzeń dans le powiat de Ciechanów de la voïvodie de Mazovie dans le centre-est de la Pologne.
Il se situe à environ 6 kilomètres à l'ouest d'Ojrzeń (siège de la gmina), 16 kilomètres au sud-ouest de Ciechanów (siège du powiat) et à 71 kilomètres au nord-ouest de Varsovie (capitale de la Pologne).
Le village possède approximativement une population de 260 habitants en 2006.

## Histoire
De 1975 à 1998, le village appartenait administrativement à la voïvodie de Ciechanów.